# El rei Artur (anime)
El rei Artur (円卓の騎士物語 燃えろアーサー, Entaku no Kishi Monogatari Moero Āsā) és una sèrie d'anime japonesa basada en la llegenda del rei Artús. Produïda per Toei Animation, la sèrie està formada per 30 episodis de mitja hora, emesos entre el 9 de setembre de 1979 i el 3 de març de 1980.
La sèrie explica la història del rei Artús i els cavallers de la taula rodona, amb personatges "arturians" com Lancelot, Ginebra, Tristany, Perceval, Merlí, Uter Pendragó i Igerna i altres elements coneguts de la tradició artúrica, incloent-hi el castell de Camelot i relíquies com l'espasa Excàlibur. La sèrie no és del tot fidel a les llegendes originals, ja que afegeix nous personatges i històries que fan que la trama sigui menys brutal.
L'anime es va doblar al català i es va emetre per primera vegada a TV3 el 6 d'octubre de 1985.

## Argument
Quan l'Artur és un nadó, el seu pare, el rei Uter Pendragó, governa Camelot, però un dia és assassinat per en Lavic, un altre rei que vol conquerir el regne. El petit Artur és salvat per en Merlí, un mag savi, i aleshores és criat per un cavaller retirat. Quan té 15 anys, demostra que ell és la persona que ha de ser el rei de tota la Gran Bretanya, traient l'espasa sagrada, Excàlibur, que cap altre home havia aconseguit treure del pedestal de ferro. Però per convertir-se en un veritable rei, ha de vèncer en Lavic que està sota la protecció de la Medessa, una bruixa malvada. En Merlí li diu a l'Artur que ha de trobar l'Escut Sagrat per batre el Rei Lavic i la Medessa.
Així, l'Artur va de viatge per buscar l'Escut Sagrat. En el camí es troba amb quatre nois cavallers: Lancelot, Perceval, Tristany i Gareth, que tenen els mateixos ideals que ell. Fan un pelegrinatge d'un país a un altre a la recerca de l'Escut Sagrat, ajudant els plebeus que estan pateixen per culpa de mals aristòcrates sota la influència de Lavic, i també sotmeten alguns bandolers. L'Artur i els seus cavallers continuen viatjant per aconseguir el seu fi, és a dir, la reconstrucció d'un país ideal, el Regne de Logres.

## Producció
L'anime es va emetre dins de l'espai Sekai Meisaku Gekijō de Nippon Animation.

### Música
Isao Sasaki i Koorogi '73 van cantar la cançó del principi dels episodis Kibou yo sore wa (Esperances en la versió catalana) i Ou no Naka no Ou (Rei de reis en la versió catalana). La cançó del final la vam interpretar Mitsuko Horie i Koorogi '73. Les versions catalanes de les cançons es van editar en un disc de vinil anomenat Telecançons.

### Adaptació manga
L'anime va ser adaptat a diversos mangues publicats a Telebi Magazine (テレビマガジン), Terebi Land (テレビランド) i Bōken Ō. L'adaptació de Bōken Ō va ser creada per Satomi Mikuriya i Mic Mac Production. El manga va continuar amb la seqüela Moero Arthur Hakuba no Ōji el 1980.

## Rebuda
Al número de gener de 1980 d'"Animage", l'autor va escriure: "Qui ha dit que aquest programa és per a nens? Amistat, amor, justícia, somnis... És un drama meravellós per a joves...".
El primer anime havia incorporat molt contingut sobre el rei Artús i havia intentar representar la història amb fidelitat en moltes parts, però el segon anime va canviar dràsticament.
Una de les raons sembla haver estat la caiguda de les valoracions dels espectadors. Toshio Katsuta, productor de Toei Doga, l'empresa que va crear la sèrie, va afirmar: "De fet, havíem rebut diverses crítiques per la disminució de l'audiència durant l'emissió d'aquesta primera part." "És millor pensar en aquesta segona part com una nova sèrie que utilitza només el personatge d'Artur de la primera part. El grup d'edat objectiu també s'ha reduït en comparació amb la primera part. Està dissenyat per als alumnes de primer i segon de primària. La raó per la qual vam canviar l'escenari és que a la primera part vam delinear els fets històrics dels cavallers medievals, però algunes persones van pensar que era massa complicat. Així que vam decidir ignorar fets i llegendes històriques i utilitzar personatges coneguts." "Tristan, Lancelot, Percival, Galahad..., que van estar actius amb Artur a la primera, malauradament no apareixen a la segona part."